# Anathon Aall
Anathon Aall (Nesseby, 15 de agosto de 1867 – Oslo, 9 de janeiro de 1943) foi um acadêmico, filósofo e psicólogo norueguês. Educado originalmente como teólogo, ele se tornou professor de filosofia na Universidade de Oslo.

## Carreira
A família de Aall mudou-se muito durante seus primeiros anos, pois seu pai era pároco. Aall terminou sua educação secundária em Stavanger em 1886 e se formou na Royal Frederick University (agora Universidade de Oslo). em 1892. De 1893 a 1897 empreendeu estudos religiosos em quatro países europeus. Em 1897, ele se candidatou a um cargo de professor de história da igreja na Royal Frederick University, mas foi rejeitado porque o comitê de avaliação concluiu que ele estava "se desviando da fé de nossa Igreja" e, portanto, "impróprio" para dar palestras para sacerdotes candidatos.
Depois disso, ele estudou filosofia no Reino Unido e psicologia experimental na Alemanha. Foi eleito membro da Academia Norueguesa de Ciências e Letras já em 1898. Publicou vários trabalhos, incluindo a tese de 1903 Über die Wirkung der Wiederholung eines Elementes bei gleichzeitiger Vorführung mehrerer Schriftzeichen. Ele trabalhou como professor na Universidade de Halle-Wittenberg de 1904 a 1908. Foi nomeado professor de filosofia na Royal Frederick University em 1908. Além de pesquisar filosofia, publicou trabalhos sobre a história das ideias, e também ajudou a criar o Departamento de Filosofia, que liderou até sua aposentadoria em 1937. Ele foi o reitor da Faculdade de Humanidades de 1918 a 1921, e um acadêmico visitante na Universidade Columbia de 1924 a 1925. Aall também esteve envolvido no trabalho de temperança, bem como na promoção da paz internacional.

## Obras (no título original)
- Der Logos I-II em alemão (1896–99)
- Vort sjælelige og vort ethiske liv (1900)
- Macht und Pflicht (1902)
- Ibsen og Nietzsche (1906)
- Sokrates – Gegner oder Anhänger der Sophistik (1906)
- Filosofiens historie i Norge (1911)
- Filosofien i Norden (1918).
- Filosofiens historie: i oldtiden og mellomalderen (1923)
- Psykologi (1926)
- Filosofiens historie i den nyere tid (1931)
- Sosialpsykologi (1938)